# بردة سبيان
بردة سبیان هي قرية في مقاطعة سردشت، إيران. يقدر عدد سكانها بـ 36 نسمة بحسب إحصاء 2016.